# Huis Bruce

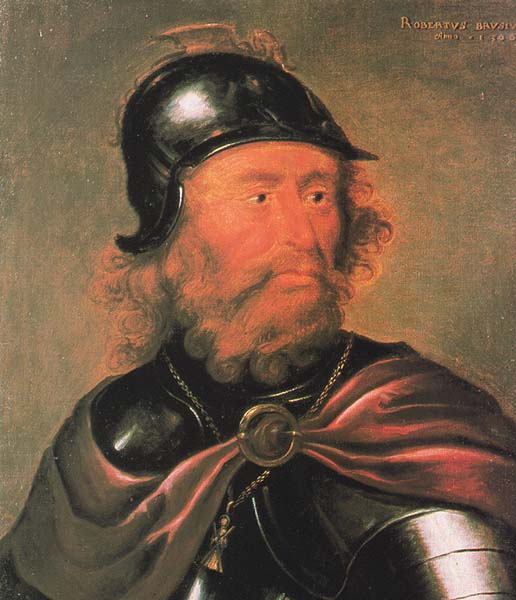
Koning Robert I van Schotland, beter bekend als Robert The Bruce

Het huis Bruce was een Schots koninklijk huis in de 14de eeuw. Twee leden van het huis waren koningen van Schotland, en één lid van het huis was koning van Ierland. Het huis Bruce stond ook aan de wieg van een ander koninklijk huis, het huis Stuart.

## Geschiedenis
Het huis is afkomstig uit 11e-eeuws Normandië. Daar kreeg het de naam Brus, dat was afgeleid van de plaatsnaam Bruis (het huidige Brix). Hier bouwde het oudste lid van het huis, Adam de Brus, een kasteel. Zijn zoon Robert de Brus was een ridder in het leger van Willem de Veroveraar dat Engeland veroverde. Voor zijn dienst in het leger kreeg hij stukken land in Yorkshire. Zijn zoon Robert II de Brus kreeg van koning David I de heerlijkheid Annandale in Schotland, maar verloor deze weer omdat hij aan de kant van de Engelsen had gevochten. Zijn zoon Robert, tweede heer van Annandale, kreeg de titel echter weer terug.
Robert, de vierde heer van Annandale, trouwde in 1219 met Isabella, een kleindochter van koning David I van Schotland. Door dit huwelijk verkreeg het huis een belangrijke link met het Schotse koningshuis. De vijfde heer van Annandale, de grootvader van Robert I, verkreeg het recht op de troon omdat koning Alexander II kinderloos was. Maar uiteindelijk kreeg Alexander toch drie kinderen. In 1292 had hij weer kans op de troon, maar verloor ditmaal van rivaal John Balliol.
Zijn kleinzoon zou het in 1306 wel lukken om koning van Schotland te worden als Robert I, beter bekend als Robert The Bruce. Robert speelde een grote rol in de Schotse onafhankelijkheidsstrijd. Hij voerde het Schotse leger aan in de Slag om Bannockburn in 1314, dat Schotland onafhankelijk maakte van Engeland. In Ierland werd zijn broer Edward Bruce in 1315 tot koning gekroond. Robert the Bruce' zoon David II volgde hem in 1329 op als koning van Schotland, maar stierf kinderloos.
Hierna kwam een kleinzoon van Robert The Bruce op de Schotse troon: Robert II, bijgenaamd "The Stewart". Hij was de eerste koning van het huis Stewart, later verbasterd tot Stuart. Dit huis zou Schotland de volgende vier eeuwen regeren, en een Stuart-koning, James I, zou ook koning van Engeland worden en daarbij Schotland en Engeland tot één land verenigen.
Het huidige hoofd van het huis is Andrew Bruce (1924), de 11e Earl of Elgin and 15e Earl of Kincardine.

## Koningen van Schotland
- Robert I (Robert The Bruce) die op de troon zat van 1306 tot 1329
- David II die regeerde van 1329 tot 1371

## Koning van Ierland
- Edward Bruce, koning van 1315 tot 1318